# تفسیر کپنهاگی

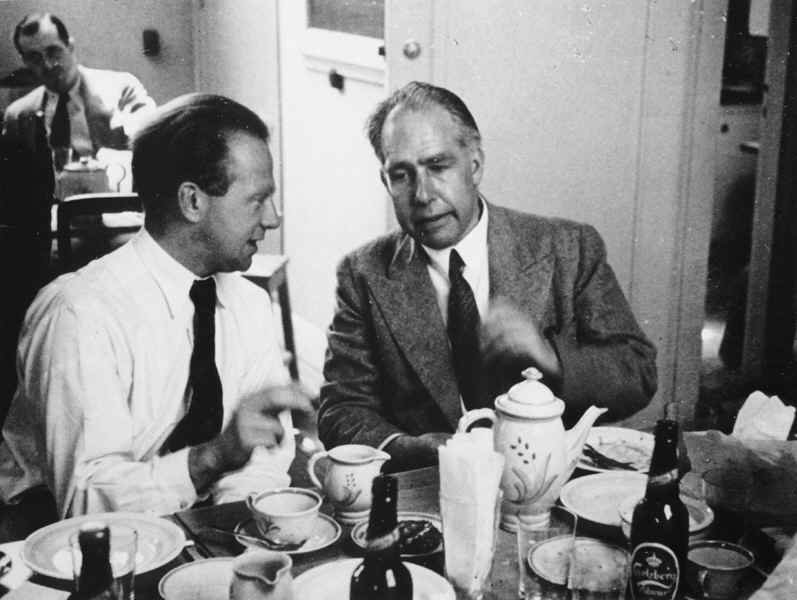
نیلز بور (راست) در کنار ورنر هایزنبرگ (چپ)

تفسیر کپنهاگی یکی از تفسیرهای مکانیک کوانتومی است. این تفسیر مجموعهٔ دیدگاه‌هایی را دربارهٔ گزاره‌ها و پیش‌بینی‌های مکانیک کوانتومی در خود دارد. به زبان دیگر، تفسیر کپنهاکی در پی یافتن پاسخ این پرسش است که «این آزمایش‌های پیچیده و شگفت‌انگیز و نتایج آن‌ها واقعاً چه معنایی دارند؟»

## آشنایی
از آن‌جا که تفسیر کپنهاکی مجموعه‌ای از دیدگاه‌های فیزیک‌دانان و فیلسوفان گوناگون است، تعریف ثابتی از آن وجود ندارد.
دیدگاه‌های گوناگونی به تفسیر کپنهاکی نسبت داده شده‌اند. اشر پرز گفته‌است که نویسندگان مختلف دیدگاه‌های بسیار گوناگون و گاه متناقضی را به عنوان تفسیر کپنهاکی بیان می‌کنند.

### پایه‌های تفسیر کپنهاکی
1. یک سیستم به‌طور کامل با یک تابع موج {\displaystyle \Psi } توصیف می‌شود. تابع موج نمایانگر دانش مشاهده‌گر دربارهٔ سیستم است. (هایزنبرگ)
2. توصیف طبیعت ذاتاً احتمالاتی است. احتمال یک رویداد متناسب است با مربع اندازهٔ تابع موج نشان‌دهندهٔ آن رویداد. (ماکس بورن)
3. اصل عدم قطعیت هایزنبرگ می‌گوید که نمی‌توان مقدار همهٔ ویژگی‌های سیستم را همزمان دانست؛ ویژگی‌هایی که به دقت معلوم نیستند، با احتمالات توصیف می‌شوند.
4. اصل مکملیت: ماده از خود دوگانگی موج-ذره نشان می‌دهد. هر آزمایشی می‌تواند یکی از این دو ماهیت ماده را نشان دهد، ولی نشان‌دادن همزمان این دو ماهیت شدنی نیست. (نیلز بور)
5. دستگاه‌های اندازه‌گیری دستگاه‌هایی کلاسیک‌اند و ویژگی‌های کلاسیک را مانند مکان و تکانه می‌سنجند.
6. اصل همخوانی بور و هایزنبرگ: توصیف مکانیک کوانتومی از سیستم‌های بزرگ باید به تقریب با توصیف فیزیک کلاسیک یکی باشد.

## معنای تابع موج
تفسیر کپنهاکی می‌گوید که چیزی به نام تابع موج وجود واقعی ندارد و تابع موج تنها یک مفهوم مجرد است (دیدگاه ذهنی). شاید هم بتوان گفت که دست‌کم تفسیر کپنهاکی خود را ملزم به اظهارنظر دربارهٔ واقعی یا ذهنی بودن تابع موج نمی‌داند (دیدگاه ندانم‌گویی). مثالی از دیدگاه ندانم‌گویی را در گفتهٔ فون وایتسکر می‌توان دید که در کنفرانسی در کمبریج گفت که دیدگاه کپنهاکی متفاوت با گزارهٔ «چیزی را که نمی‌توان دید وجود ندارد» است. به گفتهٔ او دیدگاه کپنهاکی می‌گوید: «چیزی را که می‌توان دید حتماً وجود دارد. ولی دربارهٔ چیزی که نمی‌توان دید آزادیم هر فرضی بکنیم و این آزادی را برای فرار از تناقض‌ها به کار ببریم.»
در دیدگاه ذهنی، تابع موج تنها یک ابزار ریاضی برای محاسبهٔ احتمال رویدادهاست. این دیدگاه شبیه رویکرد تفسیر هنگردی است.

## ماهیت فروریزش تابع موج
همهٔ روایت‌ها از تفسیر کپنهاکی به‌طور رسمی یا روش‌شناسانه به فروریزش تابع موج باور دارند که یعنی ویژه‌مقدارهای مشاهده‌نشده در مشاهده‌های بعدی دیده نخواهند شد. به زبان دیگر، طرفداران تفسیر کپنهاکی از همان روزهای آغازین مکانیک کوانتومی هیچ‌گاه فروریزش را انکار نکردند، برخلاف طرفداران تفسیر دنیاهای چندگانه.
به زبان ساده‌تر، پذیرندگان تفسیر کپنهاکی می‌گویند که تابع موج، احتمال همهٔ پیشامدهای ممکن برای یک رویداد را در خود دارد. ولی وقتی که یکی از این پیشامدهای کم‌وبیش هم‌احتمال رخ داد، پیشامدهای دیگر به کلی از بین می‌روند؛ مثلاً اگر الکترونی از یک آزمایش دوشکاف بگذرد، احتمال‌های مختلفی هست که هرجایی روی پردهٔ آشکارساز فرود بیاید. ولی وقتی الکترون یک جا فرود آمد، دیگر هیچ احتمالی برای فرودآمدنش در جاهای دیگر باقی نمی‌ماند. در تفسیر دنیاهای چندگانه، الکترون روی همهٔ جاهایی که احتمالی برای فرودآمدنش هست فرود می‌آید، ولی این فرودها در دنیاهای متفاوتی رخ می‌دهند.

## پذیرفتگی میان فیزیک‌دانان
در نظرسنجی‌ای که در کارگاه مکانیک کوانتومی در سال ۱۹۹۷ انجام شد، تفسیر کپنهاکی پذیرفته‌ترین تفسیر از مکانیک کوانتومی بود. و پس از آن تفسیر دنیاهای چندگانه قرار داشت.

## انتقادها

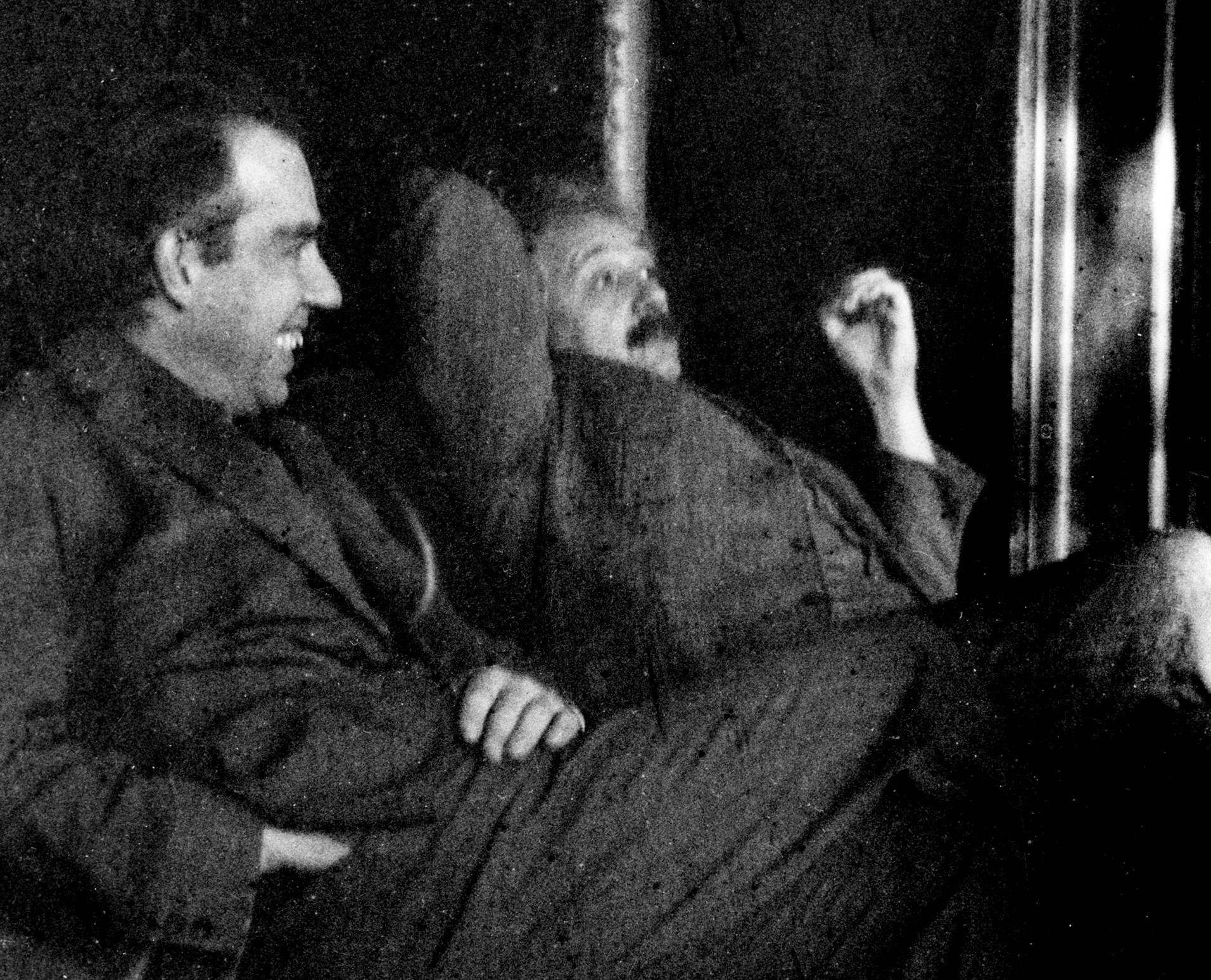
نیلز بور(چپ) در کنار آلبرت اینشتین(راست)

آزمایش فکری اینشتین-پودولسکی-روزن کامل‌بودن مکانیک کوانتومی (نخستین مورد از «پایه‌های تفسیر کپنهاکی») را هدف قرار داد و خواست نشان دهد که فیزیک کوانتومی نمی‌تواند نظریهٔ کاملی باشد. آزمون‌های تجربی نامساوی بل نیز پیش‌بینی مکانیک کوانتومی را دربارهٔ مفهوم درهم‌تنیدگی کوانتومی پشتیبانی کردند.
تفسیر کپنهاکی جایگاه ویژه‌ای به اندازه‌گیری در مکانیک کوانتومی می‌دهد، بی‌آن‌که تعریف روشنی از آن بدهد یا اثرات عجیبش را توضیح دهد. هایزنبرگ در مقاله‌ای به نام «انتقادها و جایگزین‌های تفسیر کپنهاکی از مکانیک کوانتومی» دربارهٔ گفته‌ای از الکساندروف که (به زبان هایزنبرگ) «تابع موج در فضای پیکربندی وضعیت واقعی الکترون را می‌نمایاند» نوشته‌است:
به میان آوردن مشاهده‌گر نباید باعث این بدفهمی شود که ویژگی‌های ذهن او وارد توصیف ما از طبیعت می‌شود. تنها کار مشاهده‌گر ثبت تصمیم‌هاست، یعنی ثبت رویدادهایی در فضا و زمان. مهم نیست که مشاهده‌گر یک ابزار است یا یک انسان. ولی ثبت رویداد، یعنی گذار از «ممکن» به «واقعی» در این‌جا کاملاً لازم است و نمی‌تواند در تفسیر ما از مکانیک کوانتومی نادیده گرفته شود.
از آنجا که تفسیر کپنهاکی تعین‌گرایانه نیست و نیز مفهوم اندازه‌گیری در آن به درستی تعریف نشده‌است، بسیاری از فیزیک‌دانان و فیلسوفان به آن انتقاد کرده‌اند. گفتهٔ اینشتین به خوبی نشان‌دهندهٔ این انتقاد است: «خداوند تاس نمی‌اندازد» و «آیا واقعاً فکر می‌کنی وقتی که تو به ماه نگاه نمی‌کنی، ماه آن‌جا نیست؟» بور در پاسخ گفته‌است: «اینشتین، لطفاً به خدا نگو که چه کار کند.»

## همچنین بخوانید
- G. Weihs et al. , Phys. Rev. Lett. 81 (1998) 5039
- M. Rowe et al. , Nature 409 (2001) 791.
- J.A. Wheeler & W.H. Zurek (eds) , Quantum Theory and Measurement, Princeton University Press 1983
- A. Petersen, Quantum Physics and the Philosophical Tradition, MIT Press 1968
- H. Margeneau, The Nature of Physical Reality, McGraw-Hill 1950
- M. Chown, Forever Quantum, New Scientist No. 2595 (2007) 37.
- T. Schürmann, A Single Particle Uncertainty Relation, Acta Physica Polonica B39 (2008) 587.